# Macaguaje
El macaguaje és una llengua extingida del grup occidental de família de les llengües tucanes. Havia estat parlada pels macaguajes, un grup ètnic que viu als afluents del riu Caquetá, al departament de Putumayo, a Colòmbia. Tot i que mantenen la unitat de grup, la majoria ha substituït la seva llengua pel koreguaje i el siona.